# 自由之聲
《自由之聲》（英語：Sound of Freedom）是一部2023年美國犯罪驚悚片，由亞歷杭德羅·蒙特沃德執導並與羅德·巴爾（Rod Barr）合作編劇，吉姆·卡維佐、蜜拉·索維諾和比爾·坎普主演。電影靈感來自反性交易非營利組織地下鐵路行動的創始人、前政府探員提姆·巴拉德，致力於反人口販賣；在片中，卡維佐飾演提姆，開始執行從哥倫比亞性販子手中解救兒童的任務。
《自由之聲》由天使工作室發行，2023年7月4日在美國院線上映。本片在觀眾間取得普遍好評，且票房表現出乎意料地成功，全球票房超過2.5億美元，成爲繼芭本海默後2023年美國暑假電影第三套票房黑馬；但影評界對電影看法褒貶不一。

## 劇情
羅伯托是一名跟著兩個孩子生活、居住在在洪都拉斯德古西加巴的拮据父親，前選美皇后吉賽爾接近了他，她提出與他年幼的孩子米格爾和羅西奧簽訂兒童模特合約。起先羅伯托接受這個合約，帶著孩子們去拍攝照片，然而當他回來接孩子時，卻發現孩子們已經不見了。據透露，這些孩子被人口販子當成性奴隸販賣。
鏡頭轉移至加利福尼亞州加利西哥，提姆·巴拉德是效力於美國國土安全調查（HSI）的特別探員，負責逮捕持有和傳播兒童色情製品的對象，但由於工作中接觸到的痛苦案例，這讓他的個人生活遭受巨大的損失，而當另一名探員克里斯指出他們逮捕了許多兒童拐賣剝削者，但甚至未能拯救一個被剝削的孩子時，情況只會變得更糟。提姆深知這是因為多數兒童剝削者都在美國境外，但克里斯的話讓他印象深刻。提姆與他追捕的目標恩斯特·奧辛斯基（Ernst Oshinsky）交談，假裝自己是戀童癖者。藉著獲取奧辛斯基的信任，提姆獲得安排與一名被販賣的兒童會面，趁機逮捕了買下米格爾的厄爾·布坎南。
提姆救了米格爾，與他成為朋友，趁機向他詢問可以幫助他找到其他孩子的信息。提姆得知米格爾的姐姐蘿西歐仍然下落不明，接受米格爾的請求準備營救蘿西歐。提姆幫助米格爾回到羅伯托身邊，米格爾臨行前將他姐姐的聖蒂莫西項鍊送給了提姆。提姆正式開始尋找蘿西歐的搜救行動，更為此抵達哥倫比亞卡塔赫納，在當地，他與曾任販毒集團會計師、現在致力於拯救兒童免遭性販運的瓦姆皮羅碰面和交流情報。
提姆在獲悉泰國一家兒童性俱樂部被迫停業的消息後，判讀出這是幾近完美的掩護計劃，原因是可以通過誘捕行動救出大量被吉賽爾誘拐的孩們子。瓦姆皮羅找到哥倫比亞警官豪爾赫和富裕的公民保羅協助提姆完成任務。然而提姆的 HSI 主管佛羅斯特無法為這項救援行動提供資金，甚至要求提姆返回美國。蒂姆雖然迫於無奈辭去職務，仍持續尋找蘿西歐的行動。另一方面，佛羅斯特說服美國駐哥倫比亞大使館的工作人員協助提姆的救援行動。他們臥底說服吉賽爾將54個被拐賣的兒童賣給他們，成功逮捕了所有同謀和釋放了兒童們，但是蘿西歐並不在獲救的孩子們的行列之中。
豪爾赫在審問吉賽爾的一名同夥後，得知蘿西歐被賣給了以在亞馬遜自然地區深處為根據點的哥倫比亞革命武裝部隊，轉而告訴蒂姆無法尋回蘿西歐的消息，原因是該地區大部分都是未曾被列入地圖的叢林荒野，而且任何叛軍領地都是哥倫比亞政府的禁飛區。瓦姆皮羅建議允許醫生出於醫療目的進入該地區，提姆聽聞此事靈光乍現，準備利用醫生的職權之便，冒充醫生藉機潛入該地進行救援行動。豪爾赫不情願地同意了這項冒險的行動，於是提姆和瓦姆皮羅準備藉著喬裝承醫生進入敵方領土臥底，但是當地叛軍禁止讓他們兩人同行，最終只有提姆獨自進入該地區。
提姆潛入了關押蘿西歐的敵方營地，獲知蘿西歐不但被叛軍領導者埃爾阿拉克蘭（代號「蝎子」）當成私人性奴隸，還與其他人一起搗碎古柯葉以生產古柯鹼為反對哥倫比亞政府的叛亂戰爭提供資金。提姆有鑒於情勢緊迫，殺了阿拉克蘭並救出蘿西歐，儘管蘿西歐成功逃出叛軍根據地重獲自由。在他們離別之前，提姆將米格爾之前送給他的項鍊歸還給了蘿西歐，至於蘿西歐則如願回歸她的父親羅伯托和兄弟米格爾的身邊，一家人回到了洪都拉斯的家園。
故事尾聲指出，提姆·巴拉德在美國國會作證，聲稱他的證詞讓法律通過要求政府與海外國家合作調查性販運。電影結語還稱道，現代被奴役的人數，實際上比歷史上任何其他時期（包括奴隸制合法時期）還要來得多。

## 演員
- 吉姆·卡維佐飾演提姆·巴拉德（英语：Tim Ballard）
- 蜜拉·索維諾飾演凱薩琳·巴拉德（Katherine Ballard）
- 比爾·坎普（英语：Bill Camp）飾演瓦姆皮羅（Vampiro）
- 埃杜瓦多·維拉斯蒂吉（英语：Eduardo Verástegui）飾演保羅（Paul）
- 賈維爾·戈迪諾（英语：Javier Godino）飾演豪爾赫（Jorge）
- 克里斯特尔·阿帕里西奥（英语：Cristal Aparicio）飾演蘿西歐（Rocío）
- 荷西·祖尼加（英语：José Zúñiga）飾演羅伯托（Roberto）
- 庫特·富勒（英语：Kurt Fuller）飾演佛洛斯特（Frost）
- 蓋瑞·巴薩雷巴（英语：Gary Basaraba）飾演厄爾·布坎南（Earl Buchanan）
- 傑拉德·塔拉塞納（英语：Gerardo Taracena）飾演阿拉克蘭（El Alacrán）
- 史考特·荷茲飾演克里斯（Chris）
- 古斯塔沃·桑切斯·帕拉（英语：Gustavo Sánchez Parra）飾演卡拉卡斯（El Calacas）
- 卢卡斯·阿维拉（Lucás Ávila）飾演米格爾（Miguel）

## 製作

### 拍攝
主體拍攝於2018年夏季進行。本片主要拍攝地區位於哥倫比亞卡塔赫納，另外亦於加州、墨西哥拍攝部分場景。

## 發行
縱然本片已於2018年拍攝完成，而發行權亦售予當時的二十世紀福斯的拉丁美洲分部，但由於時值福斯被迪士尼收購，令本片被封存不作發行。隨後本片製作人員從福斯重新購回發行權。
監製埃杜瓦多·維拉斯蒂吉之後聯絡上天使製片室談洽發行權，天使公司於是將本片向一群稱為「天使公會」的10萬線上投資者群組進行推廣簡報，不出數天群組給出「贊成」答覆，同意購入發行權。於2023年，天使工作室正式取得其國際發行權，並進行發行排期，預計在2023年下半年公映。隨後於同年5月，本片取得7月4日公映的檔期。
天使工作室在發行過程採用了股權眾籌方式籌集資金以作發行及宣傳支出。於兩星期內，共有七千人參與眾籌，達到了5百萬美金的目標。而製片室更採用了「助鄰共賞」（Pay It Forward）的方式，鼓勵觀眾成為贊助人，為缺乏基本收入的觀眾可以免費進場欣賞本片。
同年7月26日，天使工作室確認了本片將於全球約23個國家地區於年中上映。台灣及香港分別於同年9月22日和11月26日上映。

## 反響

### 票房
2023年7月3日，Deadline Hollywood報導稱，本片在2023年7月4日國內上映之前，來自2626家影院的預售達1000萬美元。外界起初預估電影的首週票房收入約1100萬美元至1500萬美元，也有預估值達2000萬美元。該片上映首日票房收入1420萬美元，第二日票房收入360萬美元，第三天票房收入350萬美元；週二至週四總票房為2130萬美元，這使業界將六天票房預估提高至3600萬美元。首映週末，電影獲得1820萬美元的票房（六天總票房為4020萬美元），當週票房排名第三，此表現超乎預期。據Deadline Hollywood所述，除了為本片籌集資金的右翼團體外，還吸引了大批拉丁裔和西班牙裔觀眾，女性觀眾超過一半。

### 評價
《自由之聲》在觀眾間獲得普遍正面的評價，但影評界的態度則褒貶不一。電影在爛番茄網站上基於81篇影評，新鮮度58%，平均分數5.9／10，超過10000名觀眾給予本片99%好評度，平均分數4.9／5。該網站共識評論：「《自由之聲》以有效且懸疑的方式對外呼籲採取行動打擊人口販賣，但在描述敏感主題時並非完美無瑕。」在Metacritic上，電影根據11位影評的打分而獲得36分（滿分100），代表「評價褒貶不一」。據CinemaScore調查，觀眾的口碑在A+至F間平均落於「A+」。

## 外部連結
- 互联网电影数据库（IMDb）上《自由之聲》的资料（英文）
- 爛番茄上《自由之聲》的資料（英文）